# آشیکاگا سادائوجی
آشیکاگا سادائوجی (به ژاپنی: 足利 貞氏 あしかが さだうじ); ۱ ژانویهٔ ۱۲۷۳ – ۷ اکتبر ۱۳۳۱، در اواخر دوره کاماکورا هفتمین رهبر خاندان آشیکاگا پسر ارشد آشیکاگا ایه‌توکی بود. همسر اصلی او دختر هوجو آکی‌توکی بود. او پدر نخستین شوگون از شوگون‌سالاری آشیکاگا، آشیکاگا تاکائوجی و برادر کوچکترش آشیکاگا تادایوشی و آشیکاگا تاکایوشی (مرگ زودهنگام در سال ۱۳۱۷، در بیست سالگی) ja:足利高義 اهل ژاپن بود.